# Тарасов, Константин Иванович
Константин Иванович Тарасов (бел. Канстанцін Іванавіч Тарасаў; 10 октября 1940, Минск — 20 марта 2010, Минск) — советский и белорусский писатель. Член Союза писателей СССР (1982).

## Биография
Константин Тарасов родился в Минске в семье служащего 10 октября 1940 года. После окончания средней школы (1957) на протяжении трёх лет работал слесарем-сборщиком на Минском механическом заводе, сотрудником в Юго-Западной геолого-разведывательной экспедиции, слесарем-монтажником в организации «Спецэлеватормельстрой». В 1965 году окончил химико-технологический факультет Белорусского политехнического института. После института работал мастером стекловарения на стеклозаводе «Неман» (Гродненская область), технологом на витебском заводе «Монолит». Был редактором, заведующим редакцией в издательстве «Вышэйшая школа» (1967—1975), журналистом и зав. отдела информации и быта, позднее зав.отдела пропаганды и агитации газеты «Знамя юности» (1975—1977), редактором отдела искусства и критики журнала «Неман» (1977—1983), специальным корреспондентом газеты «Літаратура і мастацтва» (1986—1987). С 1989 года отв. секретарь журнала «Спадчына». В 1995 году открыл собственное издательство «Лекция». Как автор сотрудничал с газетами «Свабода», «Навіны», «Наша Свабода», «Новы час».
В 2006 году К. Тарасов пережил инсульт. Умер от разрыва брюшной аорты 20 марта 2010 года..
Дебютировал в 1976 году повестью «Следственный эксперимент» («Нёман», Минск). Писал на русском и белорусском языках, в историческом и приключенческом жанрах. Многие его произведения связаны с прошлым Беларуси. Из наиболее известных книг — романы «Погоня на Грюнвальд» (1986), «Три жизни княгини Рогнеды» (1986), сборник историко-литературных эссе «Память о легендах» (1984). По мотивам повести «Стая ворон над гостинцем» (другое назв. «Чорны шлях») драматург Алексей Дударев написал пьесу «Ядвига» (Купаловский театр, Минск, реж. Валерий Раевский). С начала 1990-х гг. писал в основном на белорусском языке.
Похоронен на Чижовском кладбище Минска (сектор 4/2, ряд 1, уч. 21).

## Премии
- Премия Министерства обороны СССР за роман «Погоня на Грюнвальд» (1986)
- Премия имени Франтишка Багушевича Белорусского ПЕН-центра (2010)